# Günter Krivec
Günter Krivec (* 28. Juli 1942 in Moers) ist ein ehemaliger deutscher Dreispringer, Apotheker, Unternehmer und Sportmäzen. Nach der Vereinsgründung 1985 war Krivec bis 2024 Präsident des ehemaligen Volleyball-Bundesligisten Moerser SC.

## Sportlerlaufbahn
Nachdem Krivec in seiner Jugend vorrangig Fußball gespielt hatte, wechselte er auf Anraten eines ehemaligen Sportlehrers zur Leichtathletik. Bei der deutschen Meisterschaft 1964 im Berliner Olympiastadion wurde Krivec Deutscher Vizemeister im Dreisprung. Drei Wochen später gewann Krivec an gleicher Stelle die Ausscheidungswettkämpfe für die Teilnahme an den Olympischen Spielen 1964 in Tokio mit der europäischen Jahresbestleistung von 16,29 m. Bei den Olympischen Spielen 1964 verletzte sich Krivec im Vorkampf und verpasste den Endkampf mit einer Weite von 15,78 m um 2 cm. Im Anschluss an die Olympischen Spiele wechselte Krivec vom Moerser TV zum USC Mainz.
Bei den deutschen Meisterschaften 1965 in Duisburg erreichte Krivec den Dritten Platz. 1966 bei den deutschen Meisterschaften in Hannover wurde Krivec erstmals Deutscher Meister im Dreisprung und startete bei den Leichtathletik-Europameisterschaften 1966 in Budapest. In den Jahren 1967 und 1968 wurde er hinter seinem Mainzer Vereinskollegen Michael Sauer Deutscher Vizemeister. 1967 startete Krivec bei der Universiade in Tokio. 1968 qualifizierte sich Krivec für die Olympischen Spiele 1968 in Mexiko-Stadt. Er verzichtete auf einen zweiten Olympiastart in Mexiko, um seinen Studienabschluss in Pharmazie zu erreichen.
Günter Krivec startete neben den Freiluftkämpfen auch in der Hallensaison. Seine Leistungen bei den dortigen deutschen Meisterschaften waren: 1965: 3. Platz, 1966: 2. Platz, 1968: 3. Platz, 1969: 2. Platz, 1970: 3. Platz.
Krivec startete in der Hochzeit des deutschen Dreisprungs, in der zahlreiche deutsche Athleten zur erweiterten Weltspitze gehörten. Neben Krivec waren das u. a. Michael Sauer, Harald Strutz, ehemaliger Präsident des 1. FSV Mainz 05, und der DDR-Sportler Hans-Jürgen Rückborn.

## Funktionärslaufbahn
Günter Krivec gründete 1985 den Moerser Sportclub mit den Abteilungen Volleyball und Leichtathletik. Später folgten die Abteilungen Basketball (aufgelöst), Handball und Hockey (aufgelöst) und steht ihm seitdem als Präsident. Gleichzeitig ist Krivec Mäzen des Vereins und bestreitet einen Großteil des Etats.
Die Herren des Moerser SC gewannen 1990 als erste deutsche Mannschaft den CEV-Europacup. 1991 und 1993 wurde der Moerser SC Deutscher Pokalsieger und 1992 Deutscher Meister. Moers wurde in den 1990er Jahren unter der Schirmherrschaft von Krivec einer der weltweit bekanntesten Volleyballvereine. Durch sein großes Verhandlungsgeschick gelang es Krivec immer wieder, trotz bescheidener finanzieller Mittel, internationale Stars für den MSC zu verpflichten. Darunter die Olympiasieger Jonas Reckermann, Peter Blange, Guido Görtzen und Rob Grabert.
Laut Tagesspiegel gehört Krivec neben Dietmar Hopp, Michael Kölmel, Frank Müller und Madeleine Winter-Schulze zu den herausragenden deutschen Unternehmern und Sportmäzenen, die seit Jahrzehnten den deutschen Sport privat unterstützen.

## Leben
Günter Krivec entstammt einer Arbeiterfamilie und besuchte das Franz-Haniel-Gymnasium in Duisburg-Homberg. Krivec studierte von 1964 bis 1968 Pharmazie an der Universität Mainz.
Krivec lebt heute mit seiner Familie in seiner Heimatstadt Moers, wo er als Apotheker, Unternehmer und Investor tätig ist. Einer seiner Söhne ist der Apotheker und Dopingexperte Simon Krivec.
Neben zahlreichen sportlichen Ehrungen erhielt Günter Krivec auch das Bundesverdienstkreuz am Bande.